# Музыкальная жизнь
«Музыка́льная жи́знь» — советский и российский музыкальный критико-публицистический журнал, выпускаемый 1 раз в месяц (ранее 2 раза в месяц). Учредителем журнала с 2021 года является Автономная некоммерческая организация содействия развитию и популяризации музыкального искусства «Издательство КОМПОЗИТОР». Издатель журнала – Карина Абрамян.

## История
Журнал основан в декабре 1957 году в Москве как официальный печатный орган Союза композиторов СССР и Министерства культуры СССР.
С первых лет на страницах журнала публиковались творческие портреты и интервью выдающихся исполнителей, рецензии на музыкальные спектакли и концерты, отзывы на вышедшие книги, ноты, граммофонные пластинки. Кроме того, вместе с эстетическими вопросами российского музыкального искусства печатались беседы, посвящённые произведениям классической и современной музыки.
В советское время в числе постоянных рубрик журнала были «По Советской стране», «Эстрада», «Страничка школьника», «По музыкальным меридианам», «Зарубежные артисты». В каждом номере 4 страницы отведены для публикации песен и пьес отечественных и зарубежных композиторов, а также по просьбам читателей пользующиеся большим спросом произведения классической музыки.
В 1976 году тираж составил 135 тыс. экз.
Сегодня журнал сохраняет содержательный полноцветный полиграфический формат. Номера выходят с ежемесячной периодичностью. Также издание представлено на сайте и в социальных сетях, что позволяет без ограничений читать «Музыкальную жизнь» в любой точке земного шара.
Современная «Музыкальная жизнь» ориентирована на широкий круг читателей – не только профессионалов, но и людей без специального образования, которые увлекаются музыкой. На страницах журнала представлена музыкальная панорама России и мира. Издание охватывает все аспекты музыкальной жизни: и театральной – опера, балет, оперетта, мюзиклы, и концертной – фестивали, конкурсы, образовательная деятельность, новинки звукозаписи. Журнала охватывает огромный спектр музыкальной индустрии, что отражено в рубриках: «Театральные страницы», «Фестивали», «В лабиринтах профессии», «На мировых сценах», «Конкурсы», «Юбилеи» и другие. Среди эксклюзивных рубрик: «Критик-чат» (подборка мнений специалистов о крупных событиях), «В Союзе композиторов России» (подробное освещение деятельности объединения), «Искусство и менеджмент» (о том, кто и как курирует культуру, о современных тенденциях в системе управления), «Внеклассное чтение» (эссе на темы широкого культурного контекста) и другие. 
Авторами журнала являются как признанные метры музыкальной журналистики и авторитетные ученые, так и молодые критики: Левон Акопян, Лариса Барыкина, Сергей Бирюков, Екатерина Бирюкова, Анна Гордеева, Владимир Дудин, Лариса Кириллина, Ая Макарова, Мария Невидимова, Алексей Парин,  Дмитрий Ренанский, Ольга Русанова, Ярослав Тимофеев, Надежда Травина, Сергей Уваров и многие другие (полный список доступен на сайте журнала). В числе авторов и редакция журнала – Евгения Кривицкая (главный редактор), Юлия Чечикова (зам. главного редактора), Сергей Буланов (ответственный секретарь).
В 2018 году был проведен ребрендинг журнала, позволивший усилить его уникальность, увеличить целевую аудиторию и выйти на новый уровень развития. Обновленный дизайн приблизил «Музыкальную жизнь» к мировым стандартам в области журнальных СМИ.
В 2019 году «Музыкальная жизнь» выступил соучредителем специального приза зрительских симпатий для лауреата XVI Международного конкурса имени П.И. Чайковского. 
В 2019 – 2023 годах по инициативе журнала проводился ежегодный образовательный семинар для молодых журналистов «Журналистские читки». Партнерами проекта выступили Российский музыкальный союз и Союз композиторов России.

## Главные редакторы
- В. А. Белый (декабрь 1957 — август 1973)[1]
- И. Е. Попов (с 1974 по 1990)
- Я. М. Платек (с 1990 по 2010)
- Е. М. Езерская (с 2010 по 2012)
- Е. Д. Кривицкая (с 2012)